# Alfred Le Roy de Méricourt

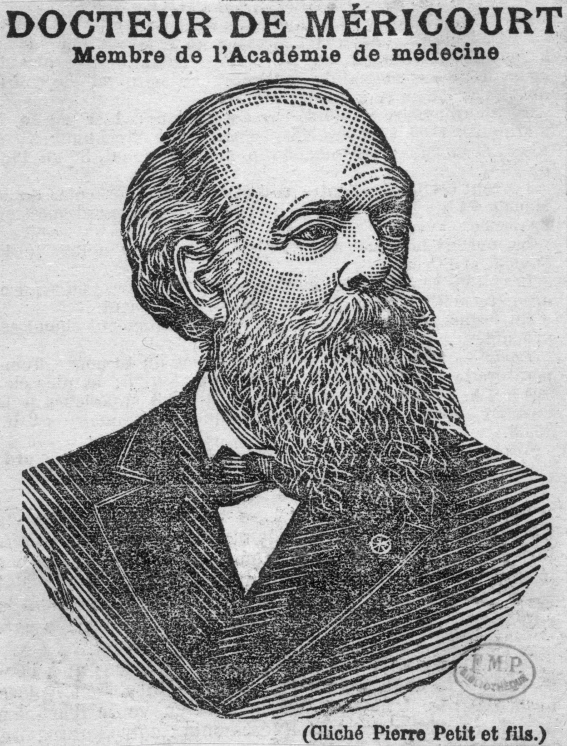
Gravur von Alfred Le Roy de Méricourt

Alfred Le Roy de Méricourt (* 13. Oktober 1825 in Abbeville; † 12. August 1901) war ein französischer Arzt.

## Leben
Als Marinechirurg hielt er sich von 1850 bis 1852 im Indischen Ozean auf. Er verteidigte 1852 in Paris seine Dissertation Histoire médicale de la campagne de la corvette à vapeur l’Archimède, station de l’océan Indien, 1850–1852 (Medizinische Geschichte der Kampagne der Dampfkorvette Archimède, Station im Indischen Ozean, 1850–1852).
Er nahm am Krimkrieg teil. Er wurde 1855 zum Professor an der Schule für Marinemedizin in Brest und zum Chefarzt der Marine ernannt. Zusammen mit Jean-Baptiste Fonssagrives gründete er 1864 die Archives de Médecine Navale, deren Direktor er war.
Er wurde assoziiertes Mitglied der Académie nationale de médecine. Ihm sind zahlreiche Werke über exotische Krankheiten zu verdanken, die in den Archives de médecine navale veröffentlicht wurden.
Er schrieb über das Bombay-Fieber: „Die Bezeichnung Bombay-Fieber ist im Wesentlichen lasterhaft, wie alle Bezeichnungen dieser Art [...], die den Fehler haben, den Ursprung und die Entwicklung dieser oder jener Krankheit in sehr engen Grenzen zu halten. Diese Bezeichnungen dienen nur dazu, eine ärgerliche Verwirrung in die Pathologie zu bringen, die Zahl der Krankheiten fälschlicherweise zu vervielfachen, und sie beruhen auf keinerlei wissenschaftlichen Daten.“